# Steventon (Hampshire)
Steventon es un pequeño pueblo en el norte de Hampshire, Reino Unido. Según el censo de 2001, cuenta con una población de 219 habitantes. Está situado al noroeste de Basingstoke, cerca de los pueblos de Overton Oakley y North Waltham, en el séptimo cruce de la M3.
Steventon es importante por ser el lugar de nacimiento de Jane Austen (1775-1817), que después se trasladó a Chawton. La rectoría del pueblo, donde ella nació y donde escribió Orgullo y prejuicio, La abadía de Northanger y Sentido y sensibilidad se perdió en 1823.